# Base Byrd

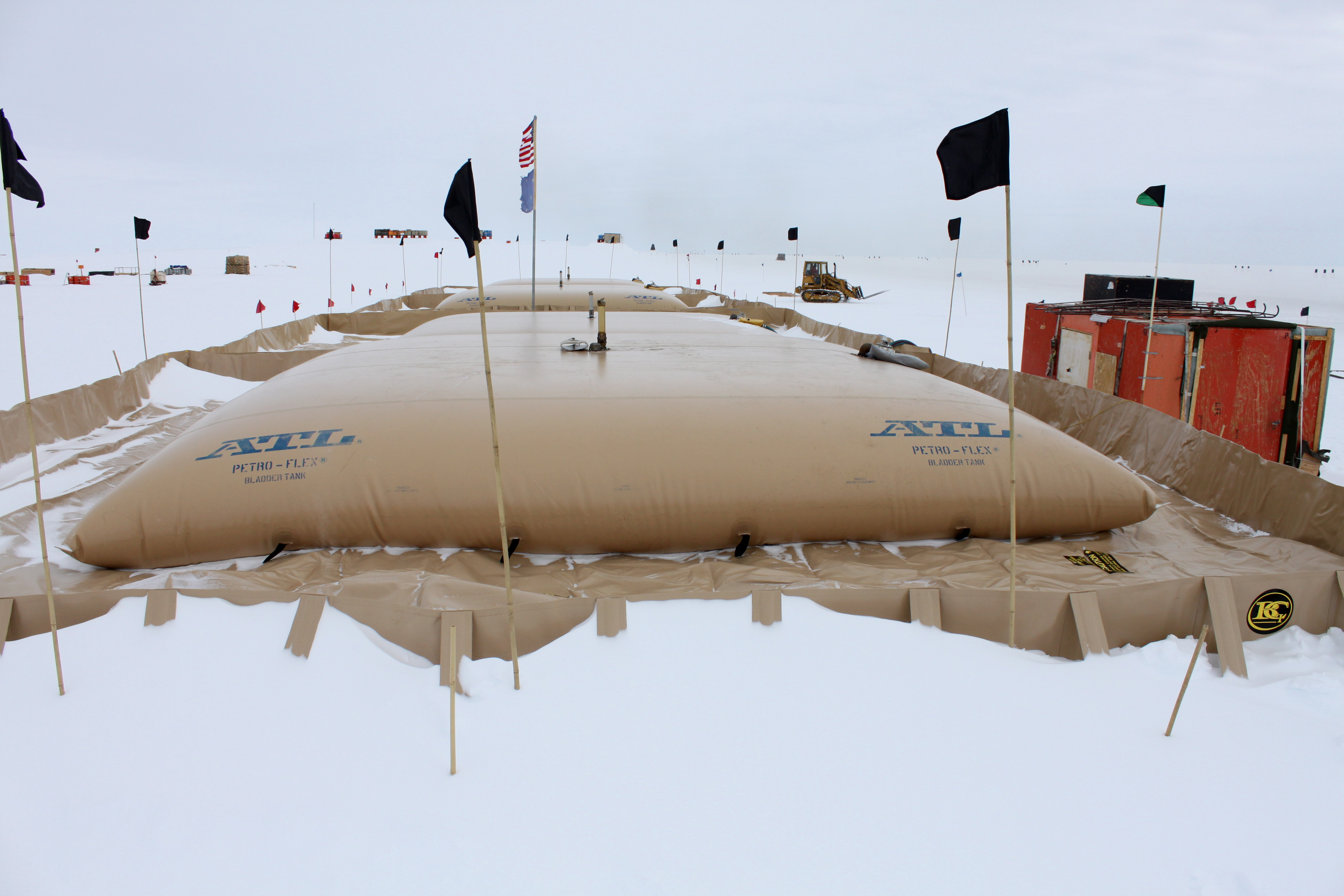
Almacenamiento de combustible en la Base Byrd, en 2010.

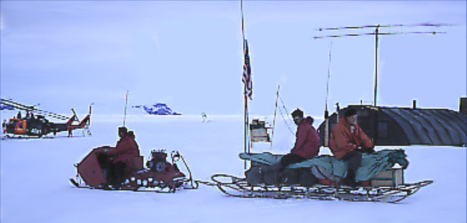
Base Byrd, en 1960.

La Base Byrd (en inglés: Byrd Station) fue una estación de investigación científica de los Estados Unidos en la Antártida que fue establecida en el Año Geofísico Internacional por la Armada de los Estados Unidos durante la Operación Deep Freeze II en la Antártida Occidental. La Base se hallaba en la meseta Rockefeller al interior de la costa Bakutis en la Tierra de Marie Byrd, a unos 500 km de la actual línea costera. Su nombre fue puesto en homenaje a Richard Evelyn Byrd.

## Historia
Una operación conjunta del Ejército, la Armada, la Fuerza Aérea, y la Infantería de Marina apoyaron una travesía de un tren de tractores que partió por tierra de la Base Little America V a finales de 1956 para establecer la Base Byrd. El tren fue dirigido por el mayor del Ejército Merle Dawson y completó una travesía de 646 millas sobre el territorio inexplorado en la Tierra de Marie Byrd a abrir el camino a un lugar seleccionado de antemano. La estación consistía en un conjunto de cuatro edificios prefabricados y se erigió en menos de un mes por miembros del batallón de construcciones de la Armada (los Seabees).
La base fue inaugurada el 1 de enero de 1957. Los cinco edificios principales de la base se conectaban por un sistema de túneles. La estación original ("Old Byrd") duró unos cuatro años antes de que comenzara a derrumbarse bajo la nieve. La construcción de una segunda base a 6 millas de distancia se inició en 1960, y fue inaugurada el 13 de febrero de 1961. En 1968 fue perforado allí el primer núcleo de hielo que penetró completamente la capa de hielo de la Antártida. La base se hallaba debajo de la nieve y en ella se realizaban investigaciones sobre la física de la atmósfera superior, meteorología, geofísica y glaciología. Fue cerrada porque su utilidad científica había disminuido y porque la carga de nieve que soportaba era cada vez mayor y la estaba aplastando.
Desde febrero de 1972 esta base fue rediseñada y trasladada a la superficie y se convirtió en un campamento de verano (el Byrd Surface Camp), que fue abandonado en 2004-2005 y cuya capacidad era de 8 personas.

## Campamentos
El Fundación Nacional para la Ciencia, que gestiona el Programa Antártico de los Estados Unidos (USAP), tenía planes en junio de 2009 para construir un nuevo campamento para apoyar una serie de proyectos científicos en la Antártida Occidental, incluyendo el trabajo en el glaciar Pine Island. El campamento, situado a unos 1400 kilómetros de la base principal de la USAP, la Base McMurdo, apoyará hasta 50 personas y se utilizará principalmente como una estación de servicio para apoyar a los vuelos en la región. Un segundo campamento cercano al glaciar Pine Island fue también planeado, para un proyecto liderado por el científico de la NASA Robert Bindschadler. Esa operación apoyará las operaciones de helicópteros a la plataforma de hielo.

## Clima
En los últimos años la base ha registrado una tendencia al calentamiento, con el calentamiento más rápido en sus inviernos y primaveras. El lugar que se encuentra en el corazón de la capa de hielo de la Antártida Occidental es uno de los lugares de más rápido aumento de la temperatura promedio en la Tierra.
| Parámetros climáticos promedio de Base Byrd | Parámetros climáticos promedio de Base Byrd | Parámetros climáticos promedio de Base Byrd | Parámetros climáticos promedio de Base Byrd | Parámetros climáticos promedio de Base Byrd | Parámetros climáticos promedio de Base Byrd | Parámetros climáticos promedio de Base Byrd | Parámetros climáticos promedio de Base Byrd | Parámetros climáticos promedio de Base Byrd | Parámetros climáticos promedio de Base Byrd | Parámetros climáticos promedio de Base Byrd | Parámetros climáticos promedio de Base Byrd | Parámetros climáticos promedio de Base Byrd | Parámetros climáticos promedio de Base Byrd |
| Mes                                         | Ene.                                        | Feb.                                        | Mar.                                        | Abr.                                        | May.                                        | Jun.                                        | Jul.                                        | Ago.                                        | Sep.                                        | Oct.                                        | Nov.                                        | Dic.                                        | Anual                                       |
| ------------------------------------------- | ------------------------------------------- | ------------------------------------------- | ------------------------------------------- | ------------------------------------------- | ------------------------------------------- | ------------------------------------------- | ------------------------------------------- | ------------------------------------------- | ------------------------------------------- | ------------------------------------------- | ------------------------------------------- | ------------------------------------------- | ------------------------------------------- |
| Temp. máx. abs. (°C)                        | 5.0                                         | -3.3                                        | -8.9                                        | -8.3                                        | -8.3                                        | -10.6                                       | -12.2                                       | -13.9                                       | -10.0                                       | -12.8                                       | -6.1                                        | 1.1                                         | 5.0                                         |
| Temp. media (°C)                            | -14.6                                       | -20.1                                       | -27.5                                       | -30.0                                       | -33.1                                       | -34.4                                       | -35.4                                       | -36.3                                       | -37.3                                       | -31.5                                       | -21.9                                       | -15.4                                       | -28.1                                       |
| Temp. mín. abs. (°C)                        | -28.9                                       | -40.0                                       | -51.1                                       | -56.7                                       | -61.7                                       | -61.1                                       | -60.6                                       | -62.2                                       | -62.2                                       | -58.3                                       | -43.3                                       | -34.4                                       | -62.2                                       |
| Precipitación total (mm)                    | 6                                           | 4                                           | 2                                           | 1                                           | 5                                           | 3                                           | 2                                           | 1                                           | 0                                           | 1                                           | 2                                           | 3                                           | 30                                          |
| Nevadas (cm)                                | 5.1                                         | 3.0                                         | 2.3                                         | 0.5                                         | 1.8                                         | 1.0                                         | 0.8                                         | 0.3                                         | 0.0                                         | 0.3                                         | 0.0                                         | 1.3                                         | 16.4                                        |
| Días de precipitaciones (≥ 1.0 mm)          | 2.4                                         | 1.3                                         | 0.5                                         | 0.3                                         | 1.2                                         | 1.3                                         | 0.5                                         | 0.3                                         | 0.0                                         | 0.0                                         | 0.6                                         | 1.1                                         | 9.5                                         |
| Fuente: NOAA                                |                                             |                                             |                                             |                                             |                                             |                                             |                                             |                                             |                                             |                                             |                                             |                                             |                                             |